# Chuburná de Hidalgo
Chuburná de Hidalgo, es una población ubicada en la localidad de Mérida, municipio de Mérida, en Yucatán, México. Se encuentra norte de la ciudad de Mérida, capital del estado de Yucatán, y conurbada con ella.

## Toponimia
El nombre (Chuburná de Hidalgo) proviene de los vocablos mayas 'Chubul naah' que en español se traduce como "Chubul" (género de algodón amarillento) y "naah" casa o edificio, La casa del algodón amarillo. Posteriormente se le otorga el grado de comisaría de la ciudad de Mérida el 16 de septiembre de 1960 adhiriéndole el nombre de Hidalgo para hacer referencia a Miguel Hidalgo y Costilla.

## Historia
Chuburná se encontraba en zona henequenera y conservó su imagen de pueblo con su tierra y gobierno, aunque estuvo sujeto a Mérida en términos políticos, administrativos y económicos ya que la población agrícola (milpera y hortícola) principalmente se destinaba a la capital del estado y su gobierno estaba sujeto al de Mérida.
Entre 1936 y 1937 se dan tierras cultivadas de henequén al ejido, sin embargo se continuó con un apego al cultivo del maíz hasta que éste decayó debido a un empobrecimiento de la tierra y la explosión demográfica se hizo presente. Debido a la cercanía y posición geográfica de Chuburná respecto a Mérida (se encuentra al norte) hizo del lugar una región codiciada por los estratos sociales de posición económica alta y media, lo que llevó a la especulación de terrenos, otora del ejido, para la su venta y construcción de viviendas en ellos a fin de satisfacer las necesidades causadas por la expansión de la marcha urbana. Hoy día Chuburná es una colonia dentro de la ciudad de Mérida donde conviven distintas clases sociales.

## Datos históricos
- En 1920 cambia su nombre de Chuburná a Chuburná de Hidalgo.
- En 1933, 1939 y 1949 se le toma parte de la extensión de tierras de Chenkú en favor de los ejidos de Chuburná.
- En 1936 y 1937 se le dota de tierras henequeneras.
- En 1970 pierde su categoría de pueblo y pasa a formar parte de Mérida.

## Sitios de interés
- La iglesia principal.
- El mercado.
- El Instituto Tecnológico de Mérida

## Demografía
Según el censo de 1970 realizado por el INEGI, la población de la localidad era de 5905 habitantes. Actualmente la población está conurbada con Mérida. 
| 378                         | 462 | 772 | 1161 | 1423 | 2519 | 2499 | 5905 |
| (Fuente: INEGI [Consultar]) |     |     |      |      |      |      |      |

## Galería

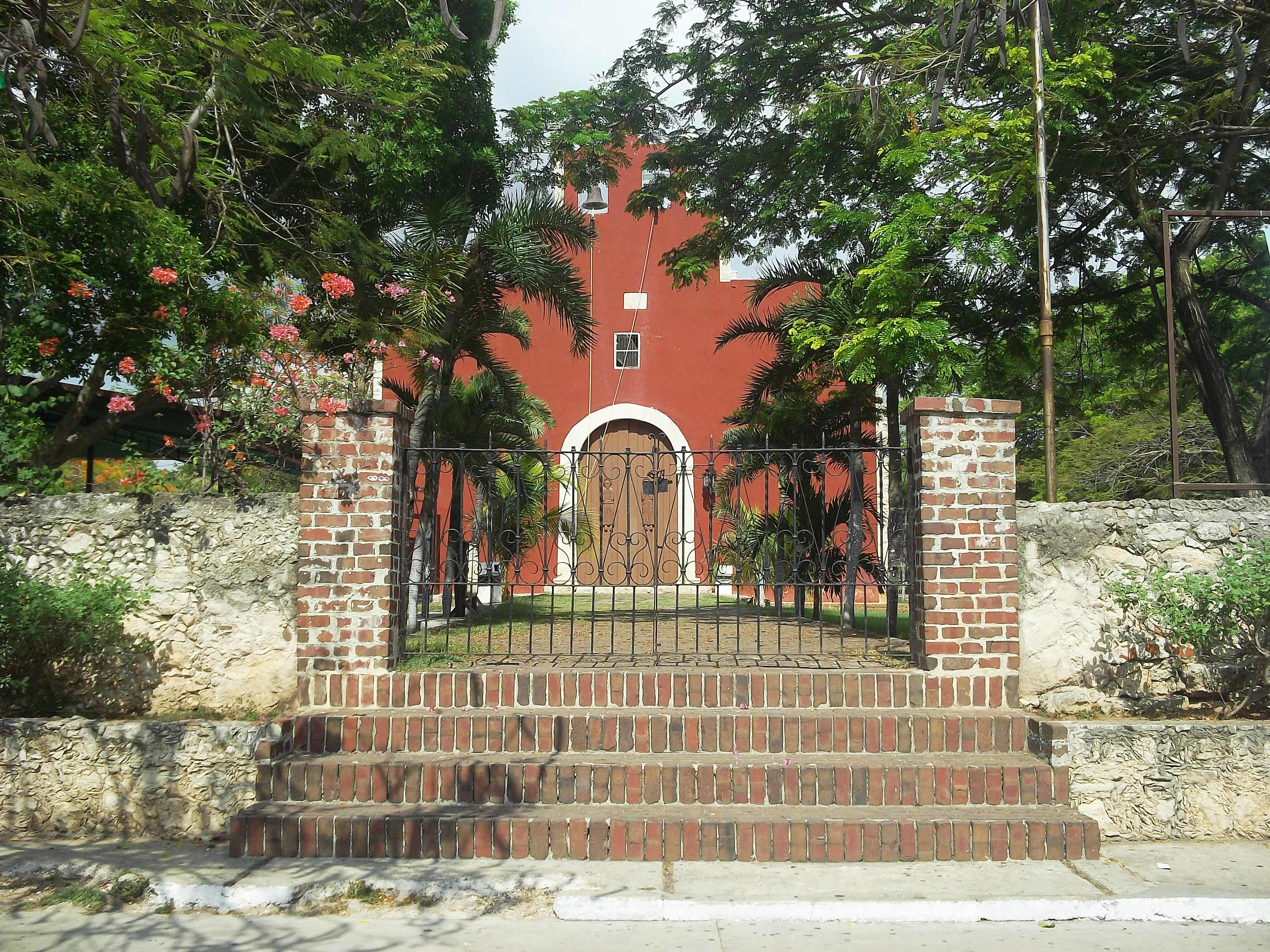
Iglesia principal de Chuburná de Hidalgo.
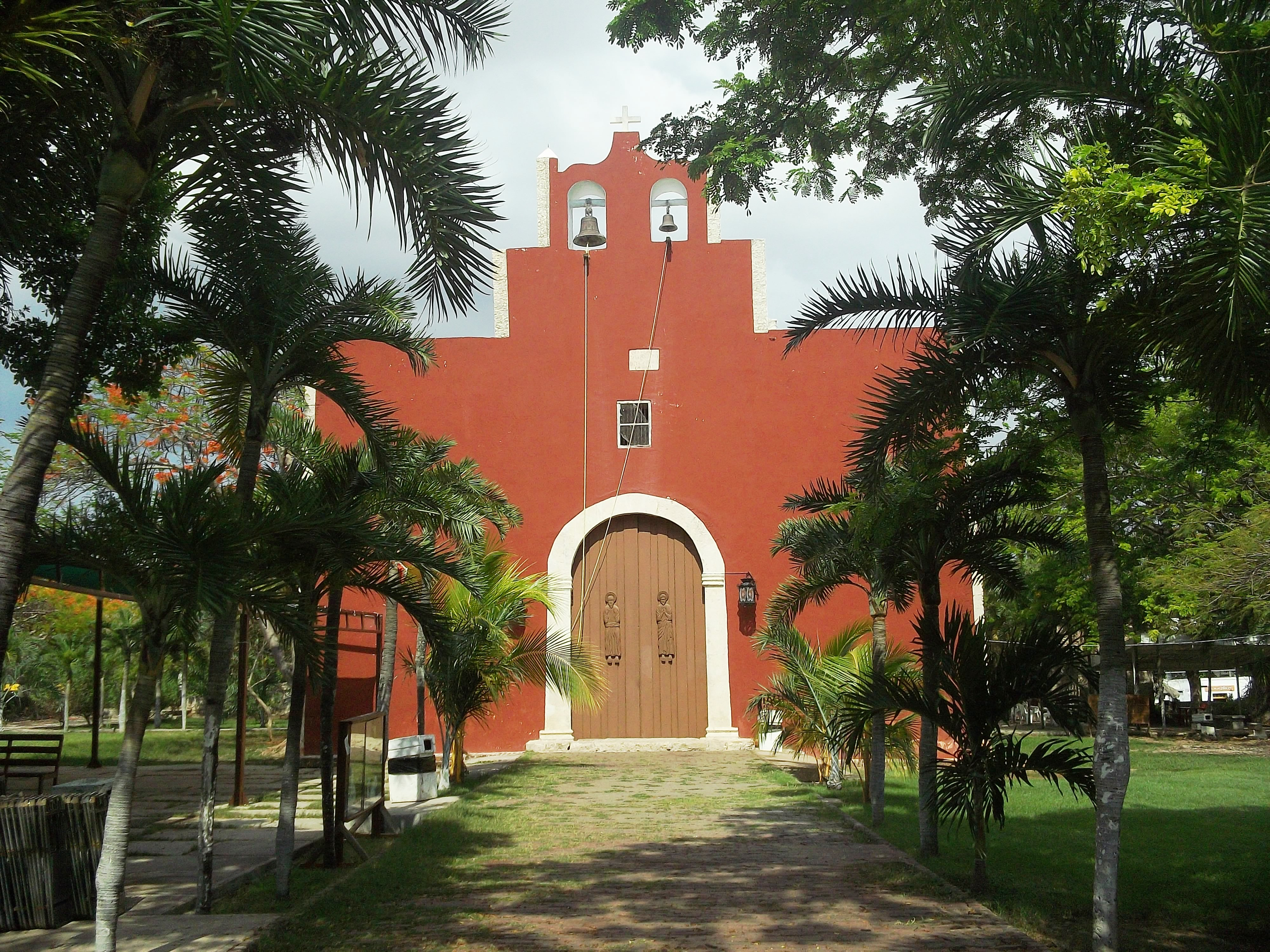
Iglesia principal de Chuburná de Hidalgo.
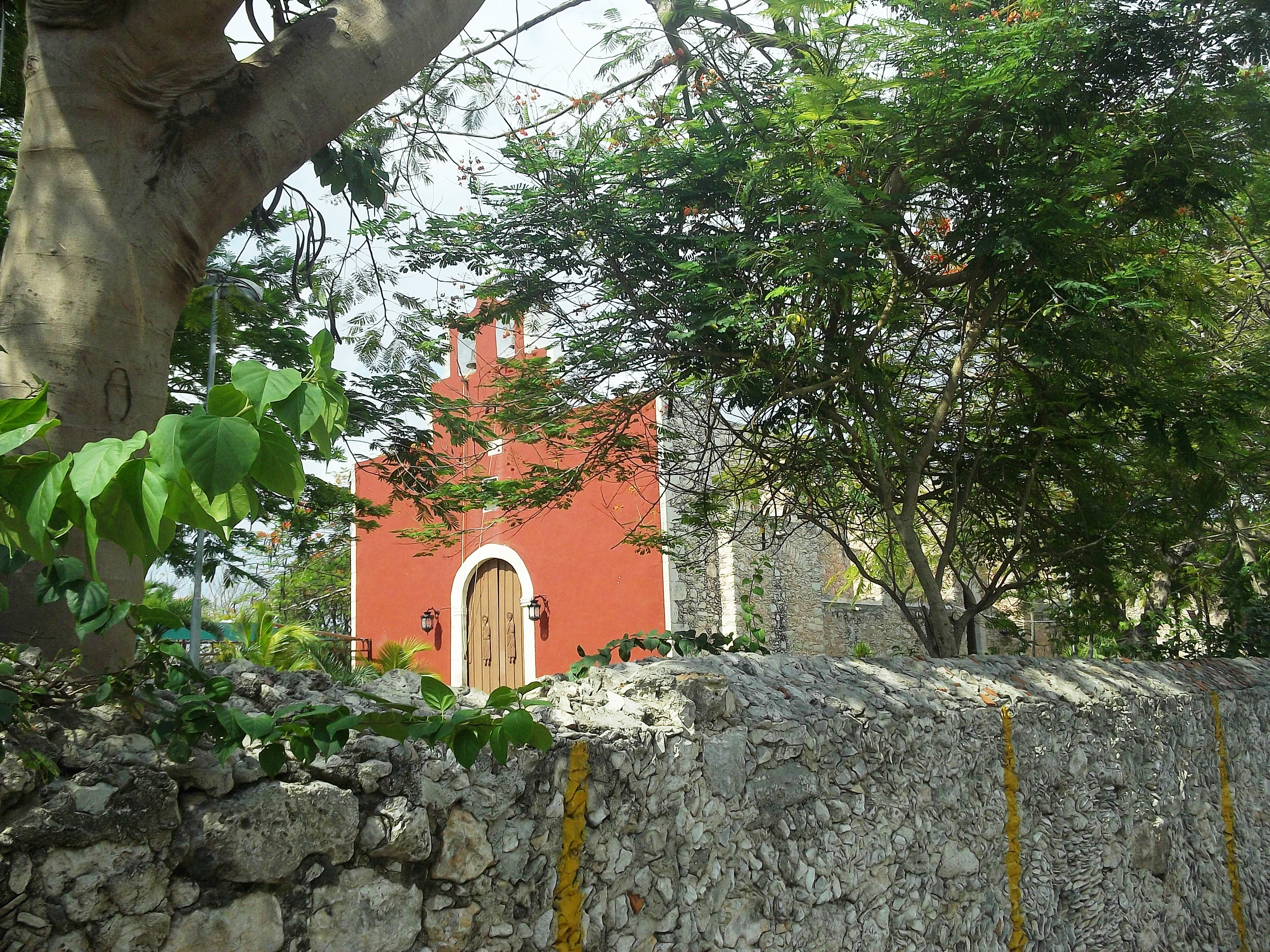
Iglesia principal de Chuburná de Hidalgo.
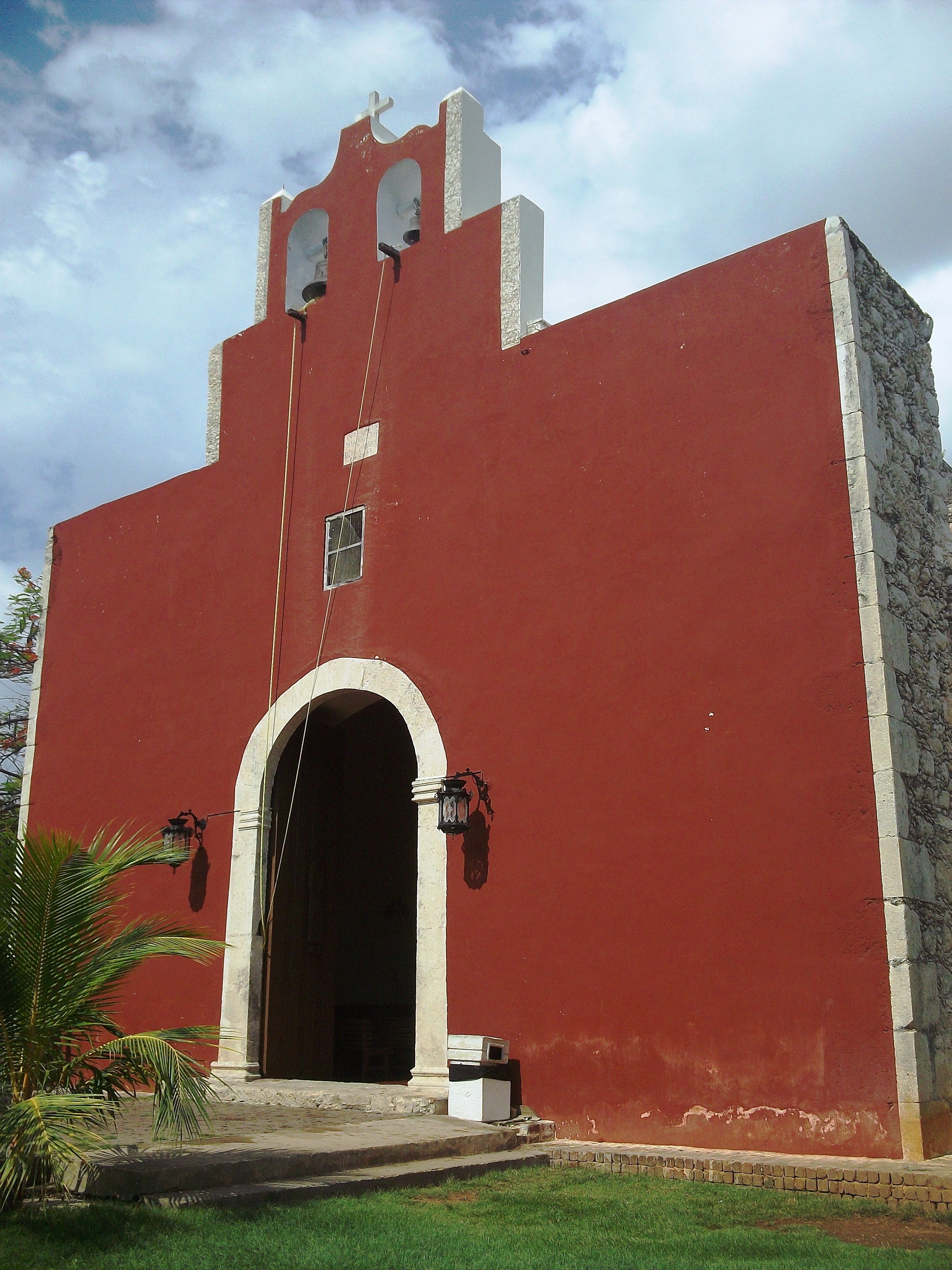
Iglesia principal de Chuburná de Hidalgo.
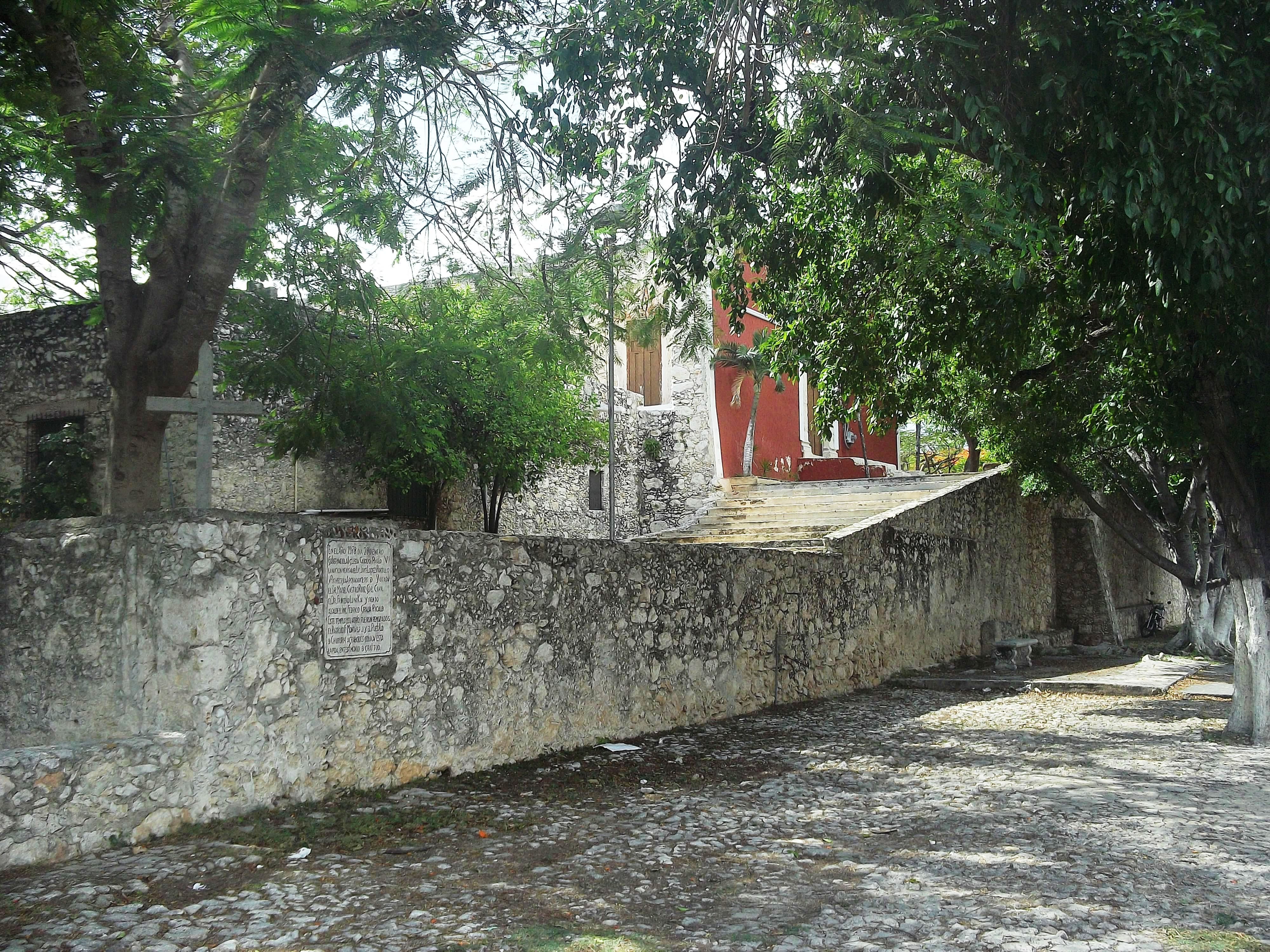
Iglesia principal de Chuburná de Hidalgo.
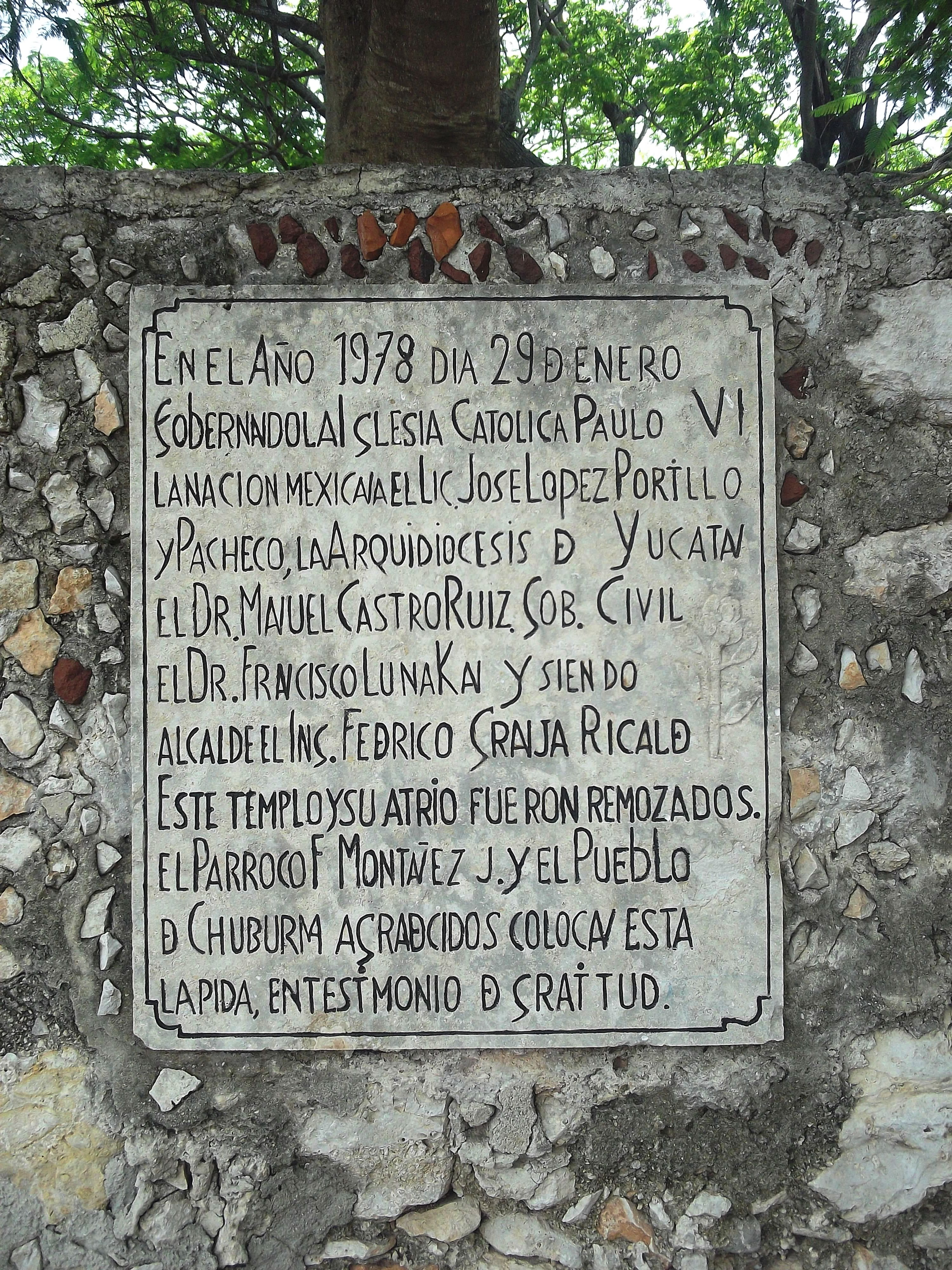
Iglesia principal de Chuburná de Hidalgo.
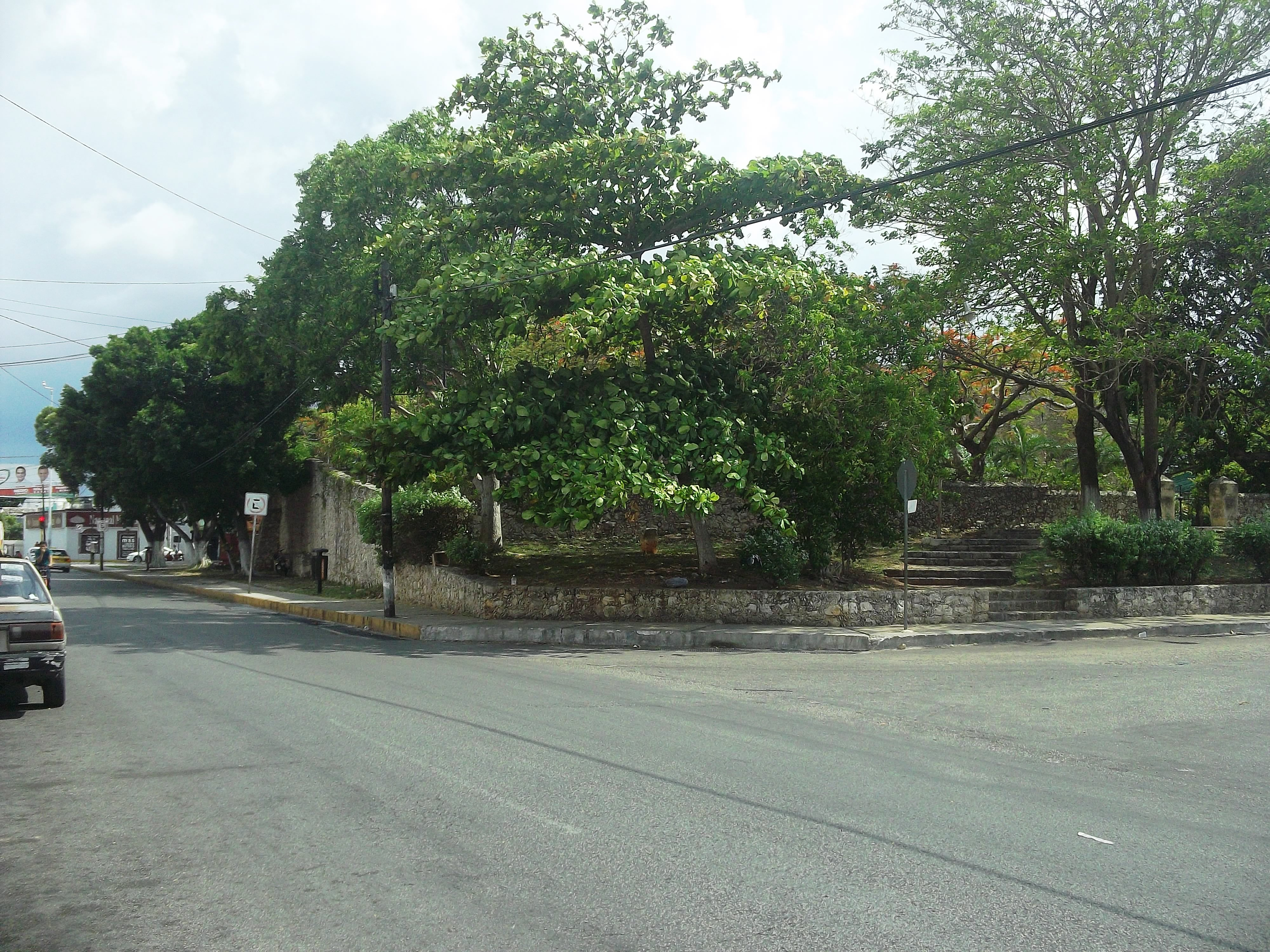
Iglesia principal de Chuburná de Hidalgo.
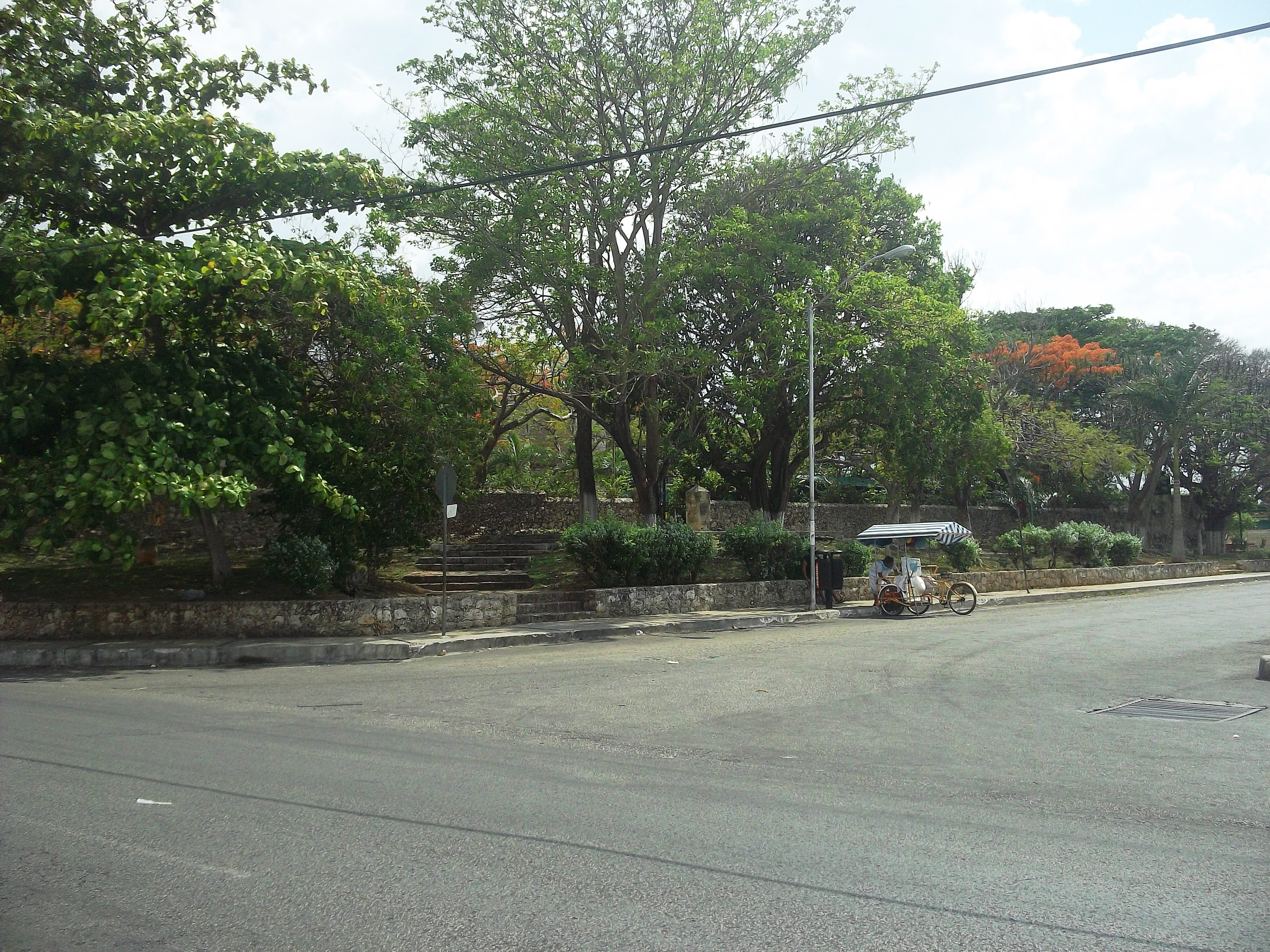
Iglesia principal de Chuburná de Hidalgo.
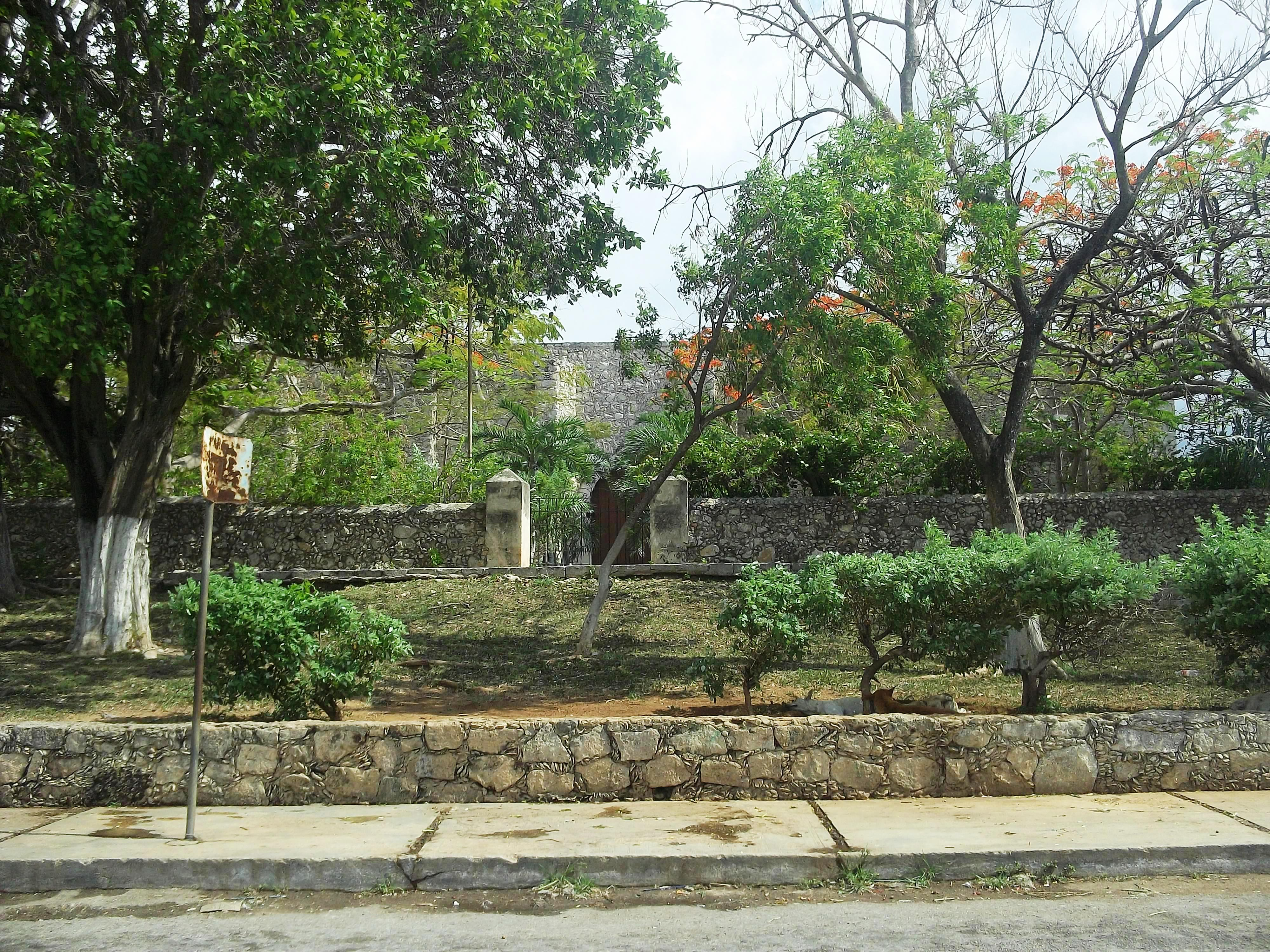
Iglesia principal de Chuburná de Hidalgo.
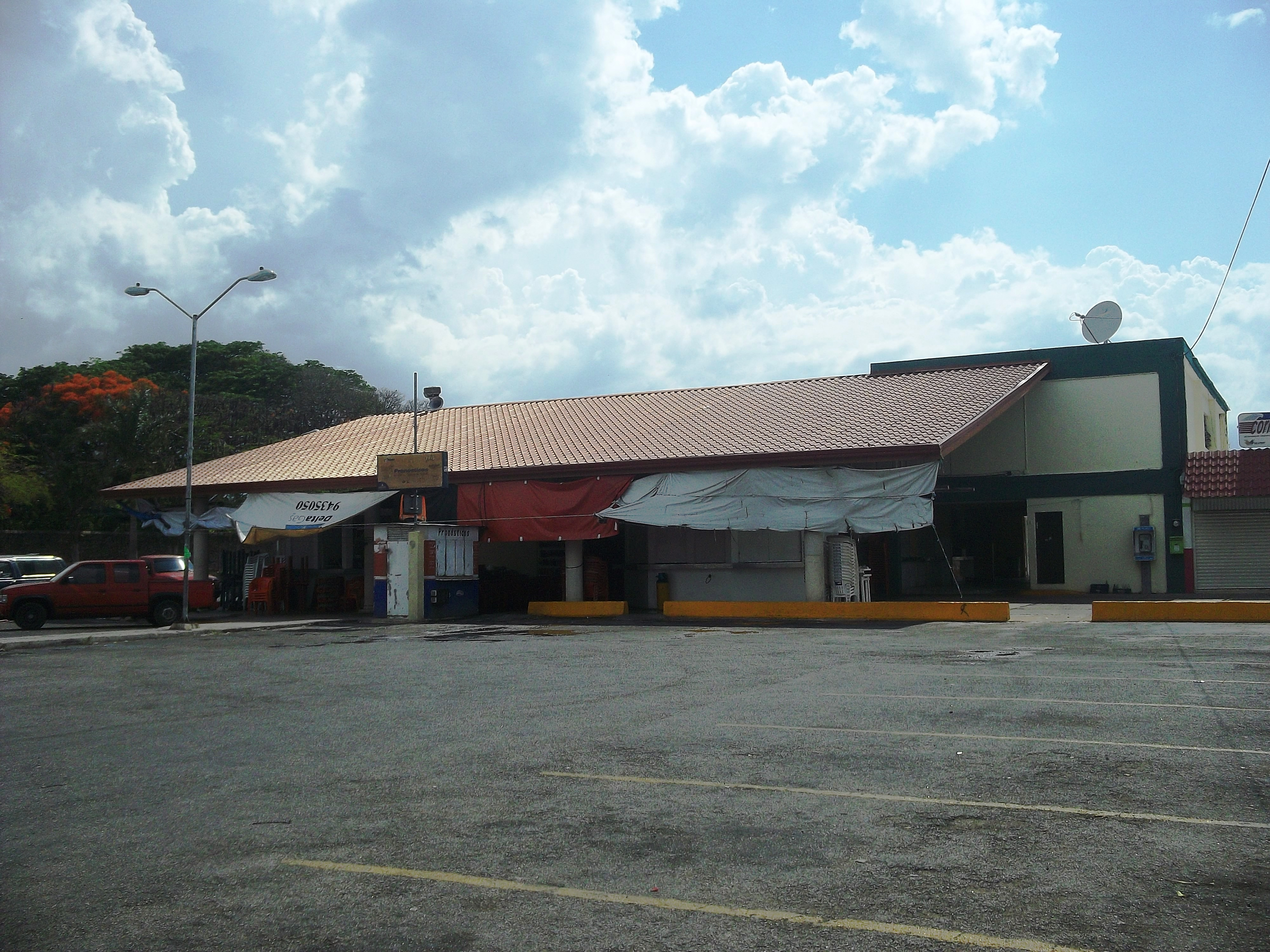
Mercado de Chuburná de Hidalgo.
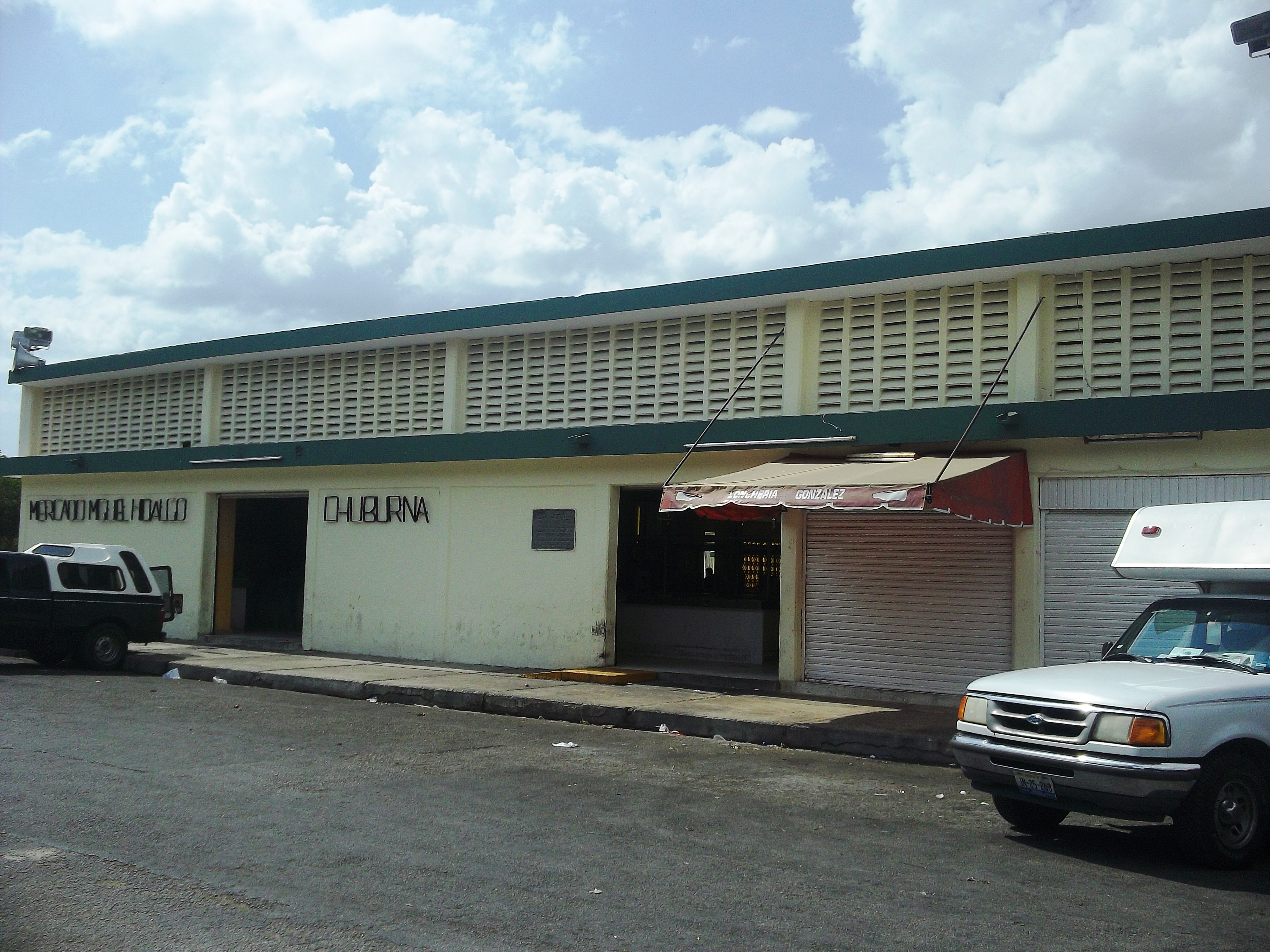
Mercado principal de Chuburná de Hidalgo.
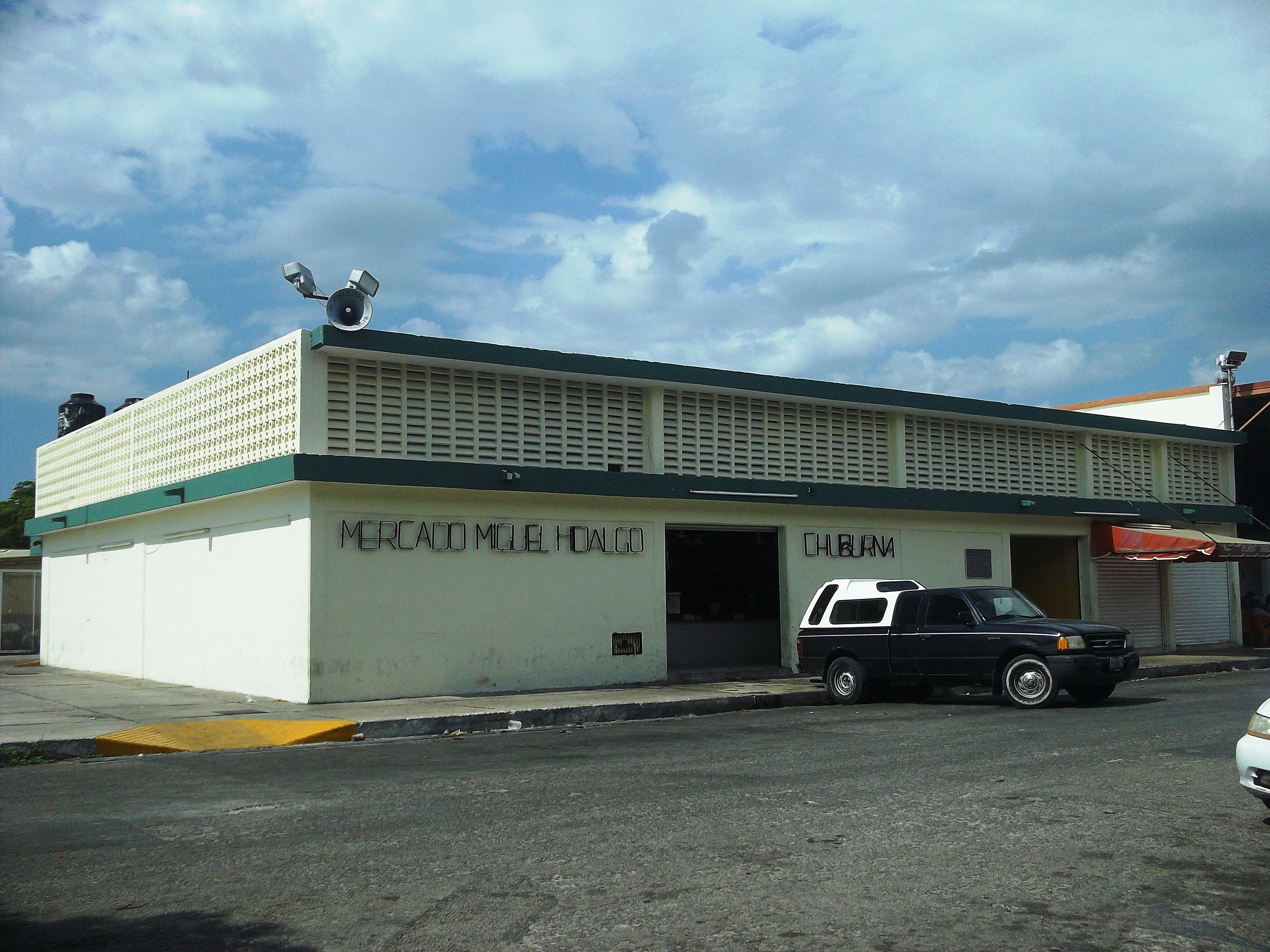
Mercado principal de Chuburná de Hidalgo.
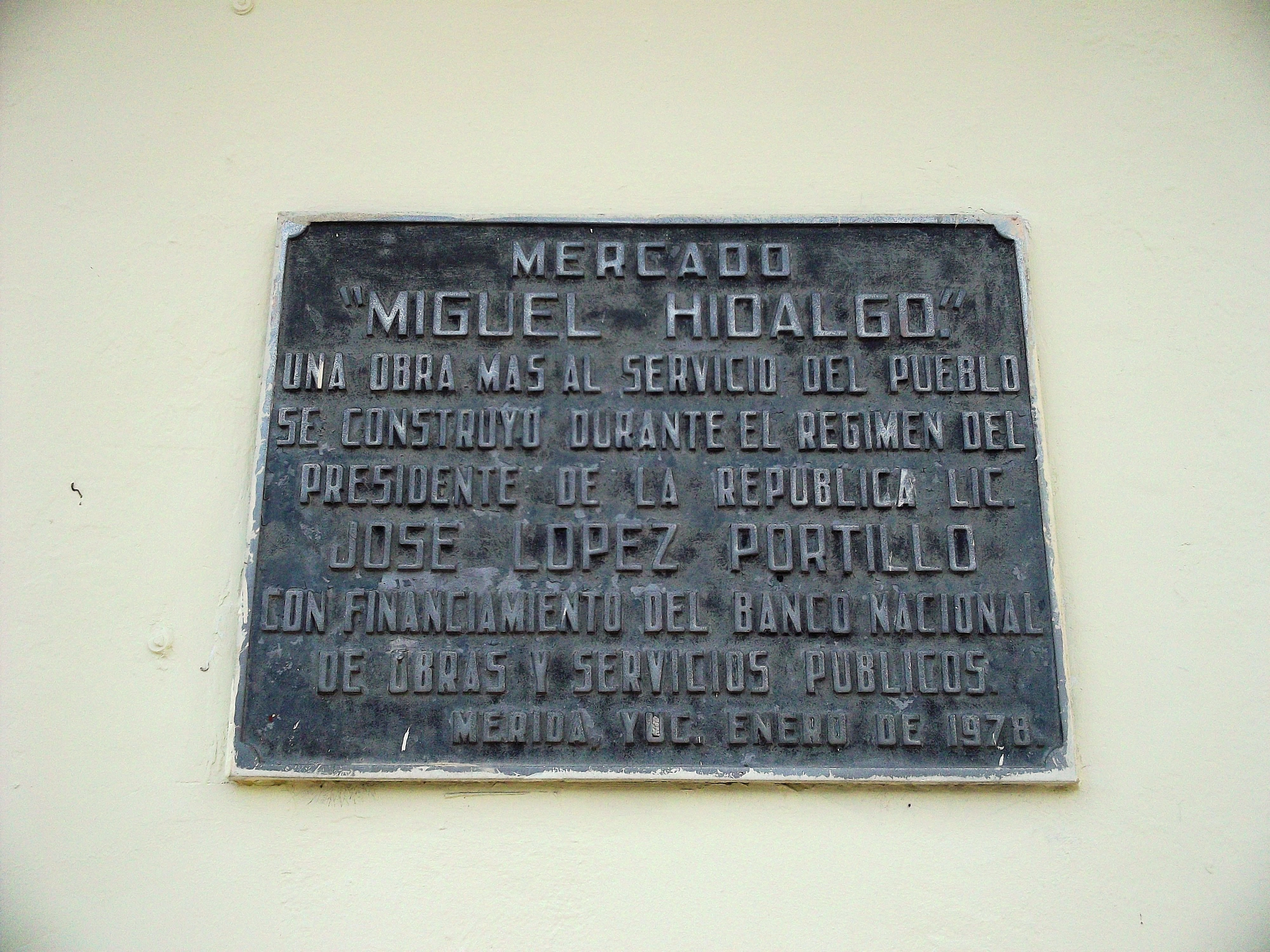
Mercado principal de Chuburná de Hidalgo.
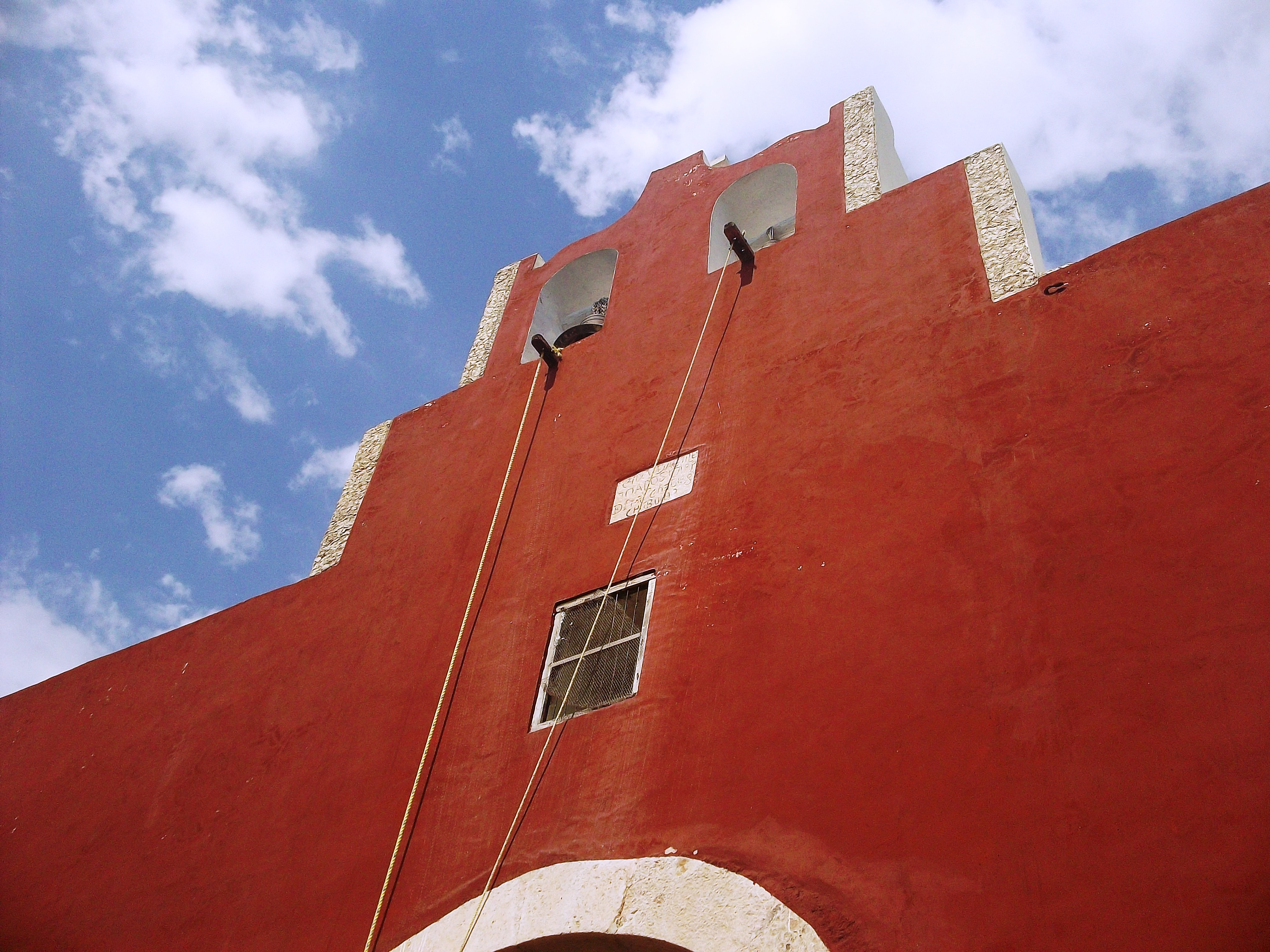
Iglesia principal de Chuburná de Hidalgo.
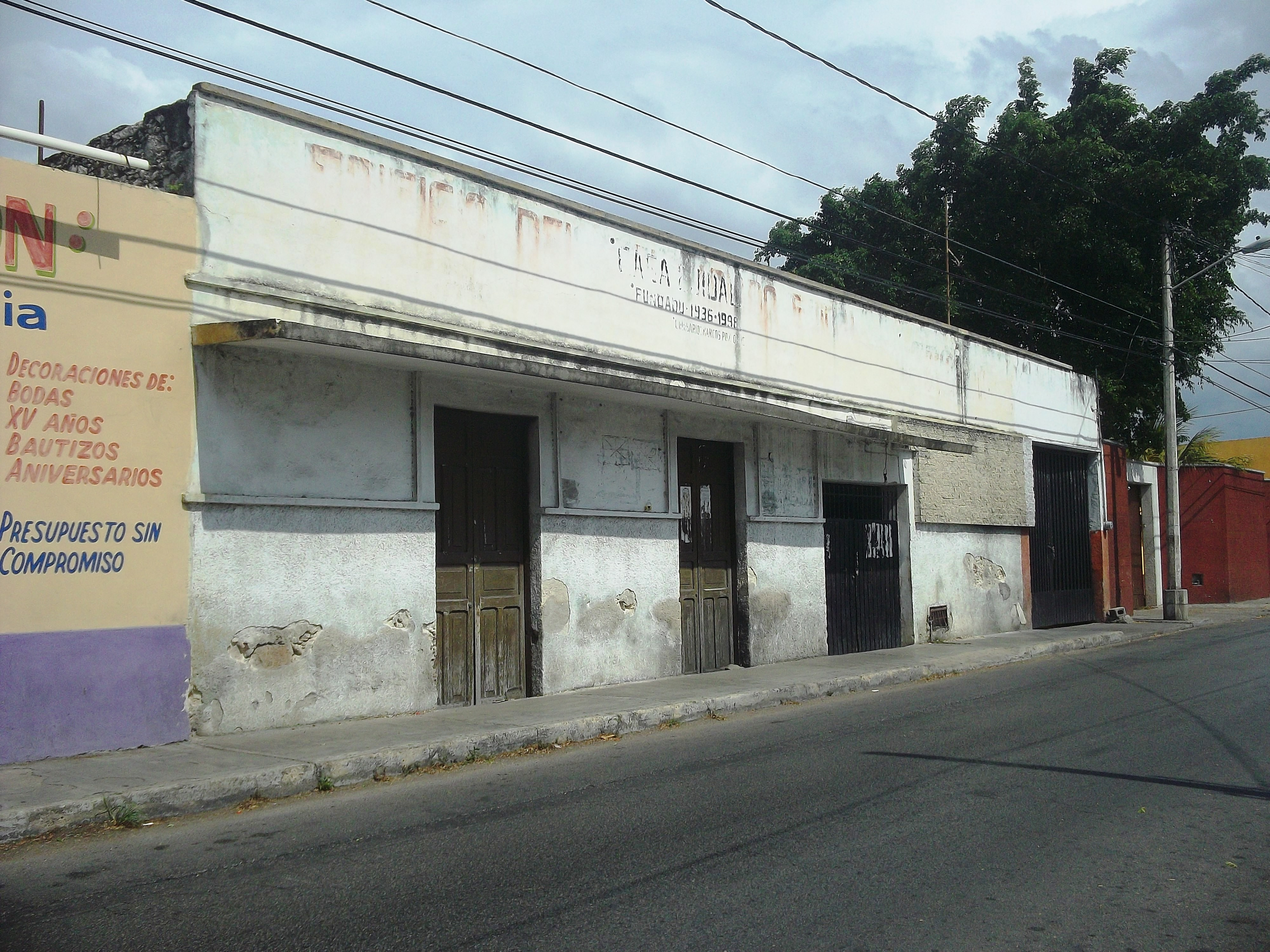
Excasa comisarial de Chuburná de Hidalgo.
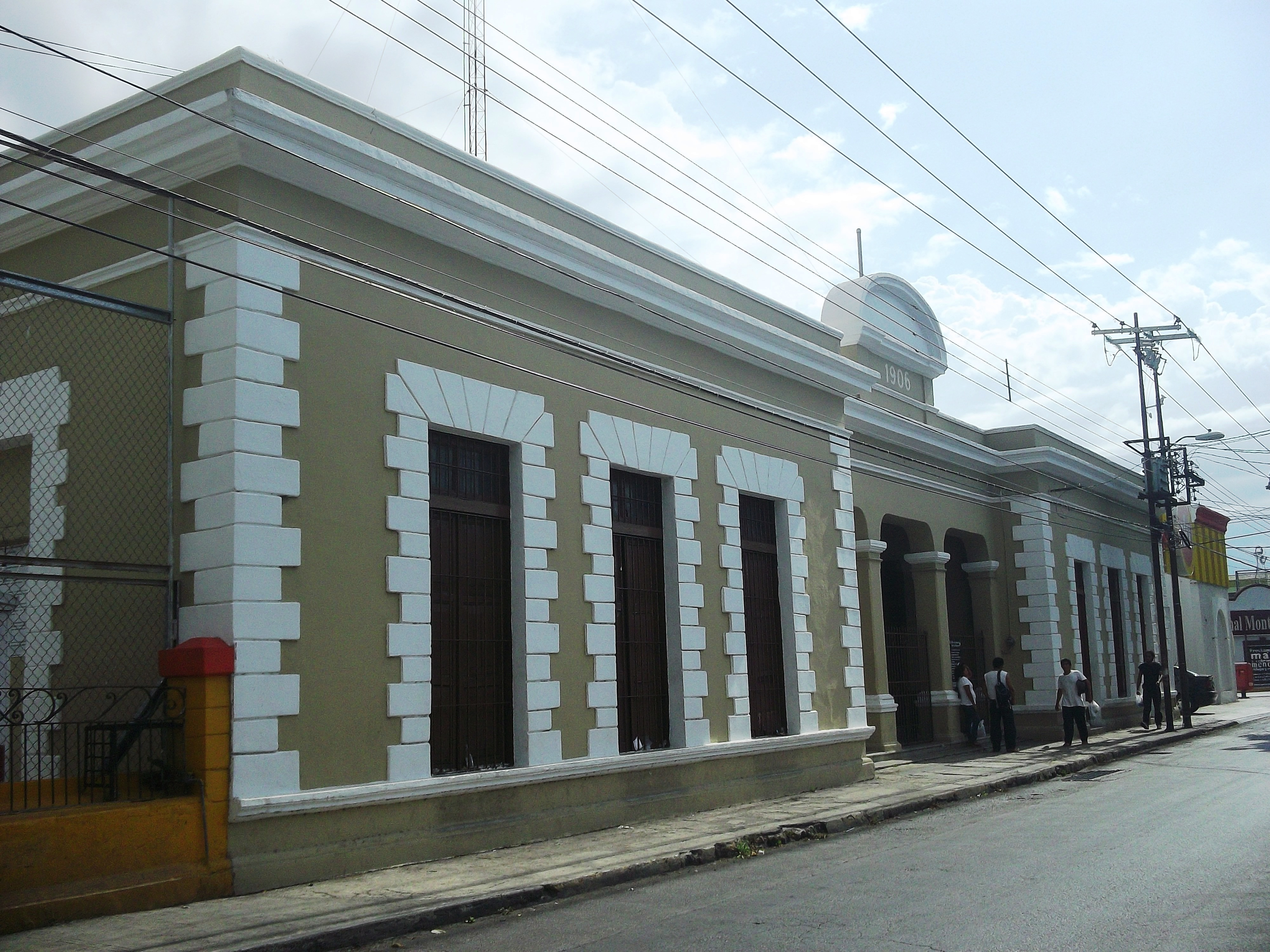
Excasa ejidal de Chuburná de Hidalgo.